# Bahnstrecke Ebeltoft–Trustrup
| Lok Nr. 1 bei Auslieferung |                      |                                |                                |
| Streckenlänge: | 23 km                |                                |                                |
| Spurweite: | 1435 mm (Normalspur) |                                |                                |
| |                      |                                |                                |
| \| \| \| von Grenaa \| \| \| \| \| Trustrup \| \| \| \| \| nach Aarhus \| \| \| \| 3,0 \| Attrup Kær 1925–1968 \| Attrup Kær 1925–1968 \| \| \| 5,5 \| Balle \| Balle \| \| \| 6,9 \| Ny Balle ab 1925 \| Ny Balle ab 1925 \| \| \| \| Anschluss Kalkwerk \| \| \| \| 8,1 \| Rosmus \| Rosmus \| \| \| 10,5 \| Hyllested \| Hyllested \| \| \| 13,5 \| Gravlev \| Gravlev \| \| \| 15,3 \| Stubbe 1925–1968 \| Stubbe 1925–1968 \| \| \| 17,5 \| Skjærsø \| Skjærsø \| \| \| 19,3 \| Dråby \| Dråby \| \| \| \| Vibæk (Campingpladsen) ab 1964 \| \| \| \| 21,2 \| Vibæk bis 1964 \| Vibæk bis 1964 \| \| \| 22,5 \| Ebeltoft \| Ebeltoft \| \| \| \| Ebeltoft Hafen \| \| |                      |                                |                                |
| Strecke |                      | von Grenaa                     | von Grenaa                     |
| Bahnhof |                      | Trustrup                       | Trustrup                       |
| Abzweig ehemals geradeaus und nach rechts |                      | nach Aarhus                    | nach Aarhus                    |
| Haltepunkt / Haltestelle (Strecke außer Betrieb) | 3,0                  | Attrup Kær 1925–1968           | Attrup Kær 1925–1968           |
| Bahnhof (Strecke außer Betrieb) | 5,5                  | Balle                          | Balle                          |
| Haltepunkt / Haltestelle (Strecke außer Betrieb) | 6,9                  | Ny Balle ab 1925               | Ny Balle ab 1925               |
| Abzweig geradeaus und nach rechts (Strecke außer Betrieb) |                      | Anschluss Kalkwerk             | Anschluss Kalkwerk             |
| Bahnhof (Strecke außer Betrieb) | 8,1                  | Rosmus                         | Rosmus                         |
| Bahnhof (Strecke außer Betrieb) | 10,5                 | Hyllested                      | Hyllested                      |
| Bahnhof (Strecke außer Betrieb) | 13,5                 | Gravlev                        | Gravlev                        |
| Haltepunkt / Haltestelle (Strecke außer Betrieb) | 15,3                 | Stubbe 1925–1968               | Stubbe 1925–1968               |
| Bahnhof (Strecke außer Betrieb) | 17,5                 | Skjærsø                        | Skjærsø                        |
| Haltepunkt / Haltestelle (Strecke außer Betrieb) | 19,3                 | Dråby                          | Dråby                          |
| Haltepunkt / Haltestelle (Strecke außer Betrieb) |                      | Vibæk (Campingpladsen) ab 1964 | Vibæk (Campingpladsen) ab 1964 |
| Haltepunkt / Haltestelle (Strecke außer Betrieb) | 21,2                 | Vibæk bis 1964                 | Vibæk bis 1964                 |
| Bahnhof (Strecke außer Betrieb) | 22,5                 | Ebeltoft                       | Ebeltoft                       |
| |                      | Ebeltoft Hafen                 |                                |

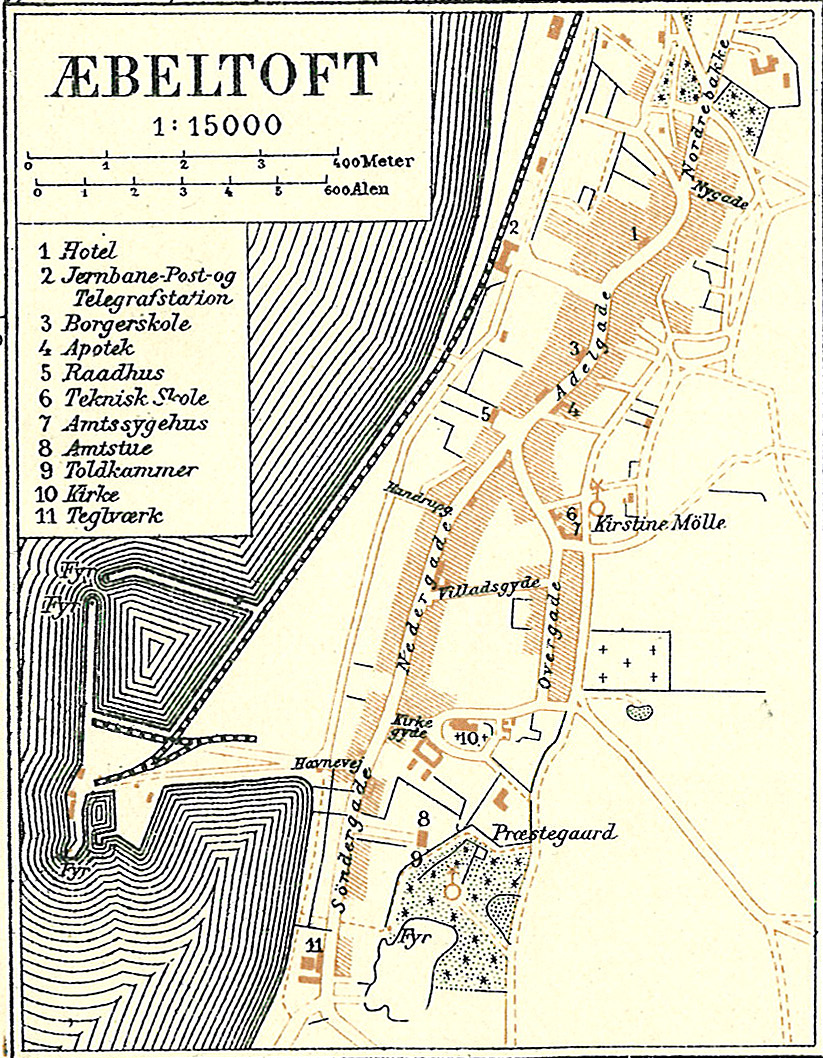
Stadtplan von Ebeltoft nach 1901 mit der Eisenbahnstrecke links und dem Bahnhofsgebäude (mit Nr. 2 bezeichnet)

Die Bahnstrecke Ebeltoft–Trustrup war eine dänische Nebenbahn auf der Halbinsel Jütland. Sie wurde von der privaten Bahngesellschaft Ebeltoft–Trustrup–Jernbane (ETJ) betrieben und war von 1901 bis 1968 in Betrieb.

## Strecke und Betrieb
Die Strecke zweigte in Trustrup von der Staatsbahn ab und verlief über eine Länge von 22,5 Kilometer bis nach Ebeltoft. Sie wurde am 26. März 1901 eröffnet und brachte für Ebeltoft den lange ersehnten Anschluss an das Eisenbahnnetz. Der Hafen von Ebeltoft wurde erst etwa ein Jahr später angeschlossen. Größere Kunstbauten gab es nicht.
Für die ETJ wurden in Trustrup am Bahnhof der Staatsbahn zwei stumpf endende Gleise mit separatem Bahnsteig angelegt. Ferner war eine kleine Abstellhalle vorhanden. In Ebeltoft, am anderen Ende der Strecke, wurde ein Lokschuppen mit Werkstatt erbaut. An beiden Streckenenden befanden sich kurze Drehscheiben. 
Der Begriff Privatbahn kennzeichnet in Dänemark eine Bahnstrecke, die zwar nicht zur DSB, jedoch überwiegend dem Staat gehört. Die ETJ war eine Aktiengesellschaft, an der der Staat zu 50 % und die anliegenden Gemeinden zu 41 % beteiligt gewesen sein sollen. Nur 9 % der Aktien sollen in Streubesitz gewesen sein. Das gesamte Investitionsvolumen betrug 1.016.612 Dänische Kronen und wurde durch den Verkauf von Aktien und Beteiligungen der anliegenden Gemeinden aufgebraucht. Bis etwa 1920 wurde jährlich ein ansehnlicher Gewinn erwirtschaftet, danach war die Ertragslage eher wechselhaft. Die Zahl der Mitarbeiter betrug anfangs etwa 25, ab den 1930er-Jahren bis zur Einstellung des Betriebes nur rund 15. 
Zunächst wurden täglich drei Zugpaare gefahren. Güterverkehr fand gleich in großem Umfang statt, allein im angefangenen ersten Jahr beförderte die Bahn schon 10.000 Tonnen. Ladegut war hauptsächlich Kalk und Kies, da entlang der Strecke in Balle und Rosmus Kiesgruben waren. Wegen der schlecht ausgebauten Straßen in dieser Gegend wurde die Eisenbahn von den anliegenden Industriebetrieben sehr begrüßt. Im Übrigen wurden Kohle, Futtermittel, Dünger, Getreide und Holz transportiert. 
Da beim Bau der Strecke gespart und billiges Material verwendet wurde, mussten bereits bis 1923 mehr als 70 % der Schwellen ersetzt werden. 
Ab 1924 konnte in Absprache mit den DSB ein Abendzug bis Grenaa und zurück durchlaufen.

## Fahrzeuge
Die bestellten Fahrzeuge konnten nicht rechtzeitig geliefert werden, deshalb mussten zur Eröffnung Lokomotiven ausgeliehen werden. Erst einige Monate später wurden von der Maschinenfabrik A/S Vulcan in Maribo drei Dampflokomotiven mit der Achsfolge 1B geliefert. Lok Nr. 1 war bis 1957 in Betrieb und wurde zum Schrottpreis von 5100 Kronen verkauft. Im Jahre 1925 wurde ein Triangel-Triebwagen gekauft, so dass erstmals im Einmannbetrieb gefahren und ein zusätzlicher Abendzug in den Fahrplan aufgenommen werden konnte. 1931 beschloss das Folketing ein Gesetz, nach dem Privatbahnen staatliche Beihilfen zur Modernisierung erhalten konnten. Die Ebeltoft-Trustrup-Jernbane erhielt 375.000 Kronen, die in eine weitere Dampflok und zwei Triebwagen investiert wurden. 
1933 überforderte die Anschaffung von 50 neuen Güterwagen die finanziellen Möglichkeiten der Bahngesellschaft. Die betriebswirtschaftliche Fehlentscheidung musste durch eine Kürzung des Lohnes aller Angestellten um fünf Prozent kompensiert werden. 34 der erst kurz zuvor erworbenen Güterwagen wurden verkauft. 1934 stand die Gesellschaft kurz vor der Insolvenz. Die Zahl der Fahrgäste sank, während der Güterverkehr leicht zunahm. 
Nach dem Krieg wurden ausschließlich gebrauchte Fahrzeuge angeschafft, vorwiegend Triebwagen der Firmen Triangel und Scandia, die zum Kaufzeitpunkt schon 20 Jahre oder älter waren. 1950 wurden nochmals eine Diesellok und 1952 ein Triebwagen gekauft.

## Vom Zweiten Weltkrieg bis zur Stilllegung
Während der deutschen Besetzung Dänemarks ab 1940 wurden zwei Motorwagen wegen Treibstoffmangel mit Holzgasgeneratoren ausgestattet. Der Bau eines Militärflugplatzes durch die Besatzungsmacht in Tirstrup ab 1943 (heute Flughafen Aarhus) brachte der Bahn vorübergehend so viel Güterverkehr, dass zusätzliche Lokomotiven bei den DSB ausgeliehen werden mussten. Ab 1944 wurde bei Gravlev damit begonnen, ein Anschlussgleis zum Flugfeld zu verlegen. Es sollte eine Länge von etwas mehr als einem halben Kilometer haben, wurde jedoch nicht mehr fertiggestellt und nach dem Krieg abgebaut, ohne je in Betrieb gegangen zu sein. 
Nach dem Krieg machte sich zunehmend die Konkurrenz durch Buslinien und den privaten Autoverkehr bemerkbar. Durch die beginnende Motorisierung sanken die Fahrgastzahlen weiter. Lediglich der Güterverkehr rechtfertigte den Weiterbetrieb der Strecke. 1957 wurden die letzten Dampfloks abgestellt. Der Personenverkehr erfolgte von da an nur mit Triebwagen, der Güterverkehr mit Dieselloks. 
Als ab 1962 der Güterverkehr stark abnahm, war das Ende absehbar. In den letzten beiden Betriebsjahren endete die Jahresrechnung mit etwa 300.000 Kronen Verlust. Auf einer außerordentlichen Generalversammlung am 26. Januar 1967 wurde die Stilllegung beschlossen und zum 31. März 1968 vollzogen.

## Die Trasse heute
Von der Strecke ist kaum mehr etwas zu sehen. Gleise und Schwellen sind überall vollständig entfernt. Das einstmals große, imposante Bahnhofsgebäude in Ebeltoft am unteren Ende der Jernbanegade wurde abgebrochen. An Stelle des Bahnhofs und der Gleisanlagen entstanden ein großer Parkplatz, ein Informationsbüro für Touristen und ein Postamt. Das Postamt ist inzwischen wieder geschlossen. 
Die übrigen Bahnhofsgebäude entlang der Strecke wurden verkauft und dienen als Wohnhäuser. Ein etwa acht Kilometer langes Stück der Strecke vom östlichen Ortsausgang von Ebeltoft bis nach Gravlev ist heute als Rad- und Fußweg hergerichtet (Natursti Ebeltoft–Gravlev).